# Martin Holt
Martin Drummond Vesey Holt (Londra, 13 gennaio 1881 – Bognor Regis, 2 novembre 1956) è stato uno schermidore britannico, vincitore di due medaglie d'argento nella scherma ai giochi olimpici.